# Paralelipiped dreptunghic
În geometrie, un paralelipiped dreptunghic este un poliedru convex, cu șase fețe dreptunghiulare, un cuboid.

## Elemente și dimensiuni
Dimensiunile paralelipipedului dreptunghic sunt înălțimile a trei fețe neparalele: a, b, c.
- Volumul paralelipipedului dreptunghic este {\displaystyle V=abc}
- Aria paralelipipedului dreptunghic este {\displaystyle S=2ab+2bc+2ac}
- Diagonala paralelipipedului dreptunghic este segmentul care unește două vârfuri ce nu aparțin aceleiași fețe. Sunt patru astfel de drepte, concurente într-un punct denumit centrul paralelipipedului dreptunghic. Lungimea diagonalei este {\displaystyle d={\sqrt {a^{2}+b^{2}+c^{2}}}}

## Proprietăți
- Orice muchie a paralelipipedului este perpendiculară pe două fețe ale acestuia.

## Cazuri particulare
- Paralelipipedul dreptunghic cu două fețe pătrate aflate în planuri paralele este o prismă patrulateră regulată.
- Paralelipipedul dreptunghic cu toate fețele pătrate este un cub.